# Saison 2014 de l'International Premier Tennis League
 (décembre 2015).
Si vous disposez d'ouvrages ou d'articles de référence ou si vous connaissez des sites web de qualité traitant du thème abordé ici, merci de compléter l'article en donnant les références utiles à sa vérifiabilité et en les liant à la section « Notes et références ».
L'édition 2014 de l'IPTL compte 4 équipes composées de 6 à 8 joueurs. La compétition se déroule chez les 4 équipes à tour de rôle, durant 3 jours à chaque fois. Les équipes disputant un total de 12 matchs.
- Manille pour les Philippine Mavericks
- New Delhi pour les Indian Aces
- Dubaï pour les OBI UAE Royals
- Singapour, qui accueille la finale, pour les OUE Singapore Slammers.

## Format de compétition
Chaque équipe du tournoi disputent 12 matchs, trois à domicile, trois à l'extérieur et six en terrain neutre. Chez chaque équipe, 6 matchs on lieu sur 3 jours. Le format des matchs est différent d'un match de tennis classique (voir section suivante). Le vainqueur d'un match gagne 4 points. Le perdant gagne 2 points s'il a réussi à gagner plus de 20 jeux durant le match, 1 seul si plus entre 10 et 19.
Chaque match se déroule en 5 rencontres, représentant 5 sets, réparties de la façon suivante :
- Simple Messieurs
- Simple Dames
- Double Messieurs
- Double Mixte
- Match des légendes

L’entraîneur de l'équipe à domicile décide de l'ordre des matchs. Si les deux équipes sont sur terrain neutre, un tirage à pile ou face décide de l’entraîneur qui décidera de l'ordre.
À la fin du cinquième set, trois possibilités :
1. L'équipe qui a remporté le cinquième set est en tête dans le match. Le match se termine.
2. Les deux équipes sont à égalités. On joue alors un simple messieurs de 7 minutes. L'équipe avec le plus de points remportés gagne un jeu et gagne donc le match.
3. L'équipe qui remporte le cinquième set est en train de perdre le match. Le set continue alors tant que l'équipe en tête ne remporte pas de jeu. Si l'équipe en retard parvient à égaliser, la décision du point se passe suivant le point 2.

## Format des rencontres
Le premier serveur est désigné par tirage à pile ou face. La rencontre se joue en un set, selon les règles du tennis, avec les modifications suivantes :
- Pas d'avantage. Le vainqueur du point à 40-40 remporte le jeu.
- Le premier à remporter 6 jeux remporte le set. A 5-5, on joue 5 minutes supplémentaires. L'équipe ayant remporté le plus de points durant cette période remporte le jeu et donc le set.

## Résultats
Voici ci-dessous le résultat des matchs joués :
| Micromax Indian Aces | 26               | -                          | 16                         | DBS Singapore Slammers     |
| Jour 1 - Match 1     | Jour 1 - Match 1 | Manille - 28 novembre 2014 | Manille - 28 novembre 2014 | Manille - 28 novembre 2014 |
| Double Mixte         | 6                | -                          | 4                          |                            |
| Légendes             | 6                | -                          | 5                          | (8 - 4)                    |
| Double Messieurs     | 2                | -                          | 6                          |                            |
| Simple Dames         | 6                | -                          | 0                          |                            |
| Simple Messieurs     | 6                | -                          | 1                          |                            |

| Manilla Mavericks | 24               | -                          | 29                         | Musafir.com UAE Royals     |
| Jour 1 - Match 2  | Jour 1 - Match 2 | Manille - 28 novembre 2014 | Manille - 28 novembre 2014 | Manille - 28 novembre 2014 |
| Légendes          | 5                | -                          | 6                          | (6 - 7)                    |
| Double Messieurs  | 4                | -                          | 6                          |                            |
| Double Mixte      | 4                | -                          | 6                          |                            |
| Simple Dames      | 6                | -                          | 5                          | (7 - 3)                    |
| Simple Messieurs  | 5                | -                          | 6                          | (3 - 7)                    |

| DBS Singapore Slammers | 22               | -                          | 28                         | Musafir.com UAE Royals     |
| Jour 2 - Match 3       | Jour 2 - Match 3 | Manille - 29 novembre 2014 | Manille - 29 novembre 2014 | Manille - 29 novembre 2014 |
| Simple Messieurs       | 4                | -                          | 6                          |                            |
| Double Messieurs       | 6                | -                          | 5                          | (6 - 5)                    |
| Simple Dames           | 1                | -                          | 6                          |                            |
| Double Mixte           | 6                | -                          | 5                          | (7 - 4)                    |
| Légendes               | 5                | -                          | 6                          | (3 - 9)                    |

| Mannilla Mavericks | 15               | -                          | 24                         | Micromax Indian Aces       |
| Jour 2 - Match 4   | Jour 2 - Match 4 | Manille - 29 novembre 2014 | Manille - 29 novembre 2014 | Manille - 29 novembre 2014 |
| Simple Messieurs   | 4                | -                          | 6                          |                            |
| Légendes           | 1                | -                          | 6                          |                            |
| Double Messieurs   | 6                | -                          | 0                          |                            |
| Double Mixte       | 1                | -                          | 6                          |                            |
| Simple Dames       | 3                | -                          | 6                          |                            |

| Musafir.com UAE Royals | 20               | -                          | 28                         | Micromax Indian Aces       |
| Jour 3 - Match 5       | Jour 3 - Match 5 | Manille - 30 novembre 2014 | Manille - 30 novembre 2014 | Manille - 30 novembre 2014 |
| Simple Dames           | 6                | -                          | 4                          |                            |
| Double Mixte           | 3                | -                          | 6                          |                            |
| Double Messieurs       | 4                | -                          | 6                          |                            |
| Simple Messieurs       | 3                | -                          | 6                          |                            |
| Légendes               | 4                | -                          | 6                          |                            |